# سيماي آزادي
سيماى آزادي (وترجمتها الحرفية من الفارسية سيماء الحرية) التلفزيون الوطني الإيراني هو اسم القنوات التلفزيونية الفضائية التابعة لمنظمة مجاهدي خلق إيران المتمردة والمجلس الوطني للمقاومة الإيرانية. تبث باللغة الفارسية سبعة أيام في الأسبوع لمدة أربع وعشرين ساعة في اليوم. يتم بث الموسيقى والبرامج الاجتماعية والثقافية أيضًا من المحطة. 
كانت بدايات المحطة في منتصف سبعينيات القرن العشرين كبرنامج بث تماثلي (آنالوگ) لمدة ساعة من قمر Pas4. بعدها تم توسيع البث إلى ساعتين ثم إلى أربع ساعات في اليوم.
منذ بدء وقوف مسلحي مجاهدي خلق إيران مع جيش العراق عام 1982 في القتال ضد جيش نظام الخميني، وحتى غزو العراق عام 2003، كانت المنظمة تبث برامجها باللغة الفارسية باسم «سيماى مقاومت» (وترجمتها الحرفية من الفارسية سيماء المقاومة) على نفس ترددات التلفزيون العراقي الرسمي الأرضية التماثلية في أوقات فراغها، وكان بثها يصل إلى جميع أنحاء العراق والمناطق المحيطة، ومنها مناطق غرب إيران.
ما زال يتم إنتاج وبث معظم البرامج على هذه الشبكة التلفزيونية من قبل أعضاء في منظمة مجاهدي خلق، ويتم بث بعض الساعات من فرنسا والسويد.